# Litînka, Litîn
Litînka (în ucraineană Літинка) este localitatea de reședință a comunei Litînka din raionul Litîn, regiunea Vinnița, Ucraina.

## Demografie
Componența lingvistică a localității Litînka
     Ucraineană (99,21%)
     Alte limbi (0,79%)
Conform recensământului din 2001, majoritatea populației localității Litînka era vorbitoare de ucraineană (99,21%), existând în minoritate și vorbitori de alte limbi.